# Râul Barza
Râul Barza este un curs de apă, afluent al Râului Câinelui. 